# Tecpanquiahuac
Tecpanquiahuac är en ort i Mexiko.   Den ligger i kommunen Calcahualco och delstaten Veracruz, i den sydöstra delen av landet, 210 km öster om huvudstaden Mexico City. Tecpanquiahuac ligger 2 092 meter över havet och antalet invånare är 161.
Terrängen runt Tecpanquiahuac är kuperad åt sydost, men åt nordväst är den bergig. Terrängen runt Tecpanquiahuac sluttar brant österut. Runt Tecpanquiahuac är det tätbefolkat, med 331 invånare per kvadratkilometer. Närmaste större samhälle är Huatusco de Chicuellar, 17,6 km öster om Tecpanquiahuac. Omgivningarna runt Tecpanquiahuac är en mosaik av jordbruksmark och naturlig växtlighet.